# Epeus bicuspidatus
Epeus bicuspidatus is een spinnensoort in de taxonomische indeling van de springspinnen (Salticidae).
Het dier behoort tot het geslacht Epeus. De wetenschappelijke naam van de soort werd voor het eerst geldig gepubliceerd in 1988 door Da-xiang Song, Gu & Jun Chen.